# Славянка (Михайловский район)
Славянка (укр. Слов'янка) — село,
Пришибский поселковый совет,
Михайловский район,
Запорожская область,
Украина.
Код КОАТУУ — 2323355402. Население по переписи 2001 года составляло 82 человека.

## Географическое положение
Село Славянка находится на расстоянии в 2,5 км от пгт Пришиб и сёл Раздол и Высокое.
По селу протекает пересыхающий ручей с запрудой.
Рядом проходит автомобильная дорога М-18 (E 105).

## История
- 1920 год — дата основания.